# Badminton ai Giochi della XXX Olimpiade - Singolo femminile
Le gare del singolo maschile di badminton alle Olimpiadi 2012 si sono svolte dal 28 luglio al 4 agosto alla Wembley Arena.

## Formato
Le gare sono iniziate con un turno preliminare: gli atleti sono divisi in gruppi e ognuno sfida gli avversari del gruppo. I 16 vincitori accedono alla fase a eliminazione diretta.

## Teste di serie
1. Wang Yihan
2. Wang Xin
3. Li Xuerui
4. Saina Nehwal
5. Tine Baun
6. Juliane Schenk
7. Cheng Shao-chieh
8. Sung Ji-hyun

1. Ratchanok Intanon
2. Tai Tzu-ying
3. Bae Youn-joo
4. Sayaka Sato
5. Gu Juan
6. Yao Jie
7. Petya Nedelcheva
8. Pi Hongyan

## Medagliere
| Evento            | Oro       | Argento    | Bronzo       |
| Singolo femminile | Li Xuerui | Wang Yihan | Saina Nehwal |

## Risultati

### Fase ad eliminazione diretta
| Primo turno | Primo turno         | Primo turno | Primo turno | Primo turno |  |    | Quarti di finale | Quarti di finale   | Quarti di finale | Quarti di finale | Quarti di finale |  |  | Semifinali | Semifinali   | Semifinali | Semifinali | Semifinali |  |                           | Finale Medaglia d'Oro     | Finale Medaglia d'Oro     | Finale Medaglia d'Oro     | Finale Medaglia d'Oro     | Finale Medaglia d'Oro |
|             |                     |             |             |             |  |    |                  |                    |                  |                  |                  |  |  |            |              |            |            |            |  |                           |                           |                           |                           |                           |                       |
| A1          | Wang Yihan          | 15          | 21          | 21          |  |    |                  |                    |                  |                  |                  |  |  |            |              |            |            |            |  |                           |                           |                           |                           |                           |                       |
| B1          | Bae Youn-joo        | 21          | 14          | 14          |  |    | A1               | Wang Yihan         | 21               | 21               |                  |  |  |            |              |            |            |            |  |                           |                           |                           |                           |                           |                       |
| C1          | Cheng Shao-chieh    | 21          | 21          |             |  | C1 | Cheng Shao-chieh | 14                 | 11               |                  |                  |  |  |            |              |            |            |            |  |                           |                           |                           |                           |                           |                       |
| D1          | Gu Juan             | 18          | 10          |             |  |    |                  |                    |                  |                  |                  |  |  | A1         | Wang Yihan   | 21         | 21         |            |  |                           |                           |                           |                           |                           |                       |
| E1          | Saina Nehwal        | 21          | 21          |             |  |    |                  |                    |                  |                  |                  |  |  | E1         | Saina Nehwal | 13         | 13         |            |  |                           |                           |                           |                           |                           |                       |
| F1          | Yao Jie             | 14          | 16          |             |  |    | E1               | Saina Nehwal       | 21               | 22               |                  |  |  |            |              |            |            |            |  |                           |                           |                           |                           |                           |                       |
| G1          | Tine Baun           | 14          |             |             |  | G1 | Tine Baun        | 15                 | 20               |                  |                  |  |  |            |              |            |            |            |  |                           |                           |                           |                           |                           |                       |
| H1          | Sayaka Sato         | 15          | R           |             |  |    |                  |                    |                  |                  |                  |  |  |            |              |            |            |            |  |                           | A1                        | Wang Yihan                | 15                        | 23                        | 17                    |
| I1          | Pi Hongyan          | 21          | 12          | 16          |  |    |                  |                    |                  |                  |                  |  |  |            |              |            |            |            |  |                           | L1                        | Li Xuerui                 | 21                        | 21                        | 21                    |
| J1          | Yip Pui Yin         | 13          | 21          | 21          |  |    | J1               | Yip Pui Yin        | 12               | 20               |                  |  |  |            |              |            |            |            |  |                           |                           |                           |                           |                           |                       |
| K1          | Tai Tzu-ying        | 16          | 21          |             |  | L1 | Li Xuerui        | 21                 | 22               |                  |                  |  |  |            |              |            |            |            |  |                           |                           |                           |                           |                           |                       |
| L1          | Li Xuerui           | 21          | 23          |             |  |    |                  |                    |                  |                  |                  |  |  | L1         | Li Xuerui    | 22         | 21         |            |  |                           |                           |                           |                           |                           |                       |
| M1          | Ratchanok Inthanon  | 21          | 21          |             |  |    |                  |                    |                  |                  |                  |  |  | P1         | Wang Xin     | 20         | 18         |            |  |                           |                           |                           |                           |                           |                       |
| N1          | Juliane Schenk      | 16          | 15          |             |  |    | M1               | Ratchanok Inthanon | 21               | 18               | 14               |  |  |            |              |            |            |            |  | Finale Medaglia di Bronzo | Finale Medaglia di Bronzo | Finale Medaglia di Bronzo | Finale Medaglia di Bronzo | Finale Medaglia di Bronzo |                       |
| O1          | Adriyanti Firdasari | 15          | 8           |             |  | P1 | Wang Xin         | 17                 | 21               | 21               |                  |  |  |            |              |            |            |            |  | E1                        | Saina Nehwal              | 18                        | 0                         |                           |                       |
| P1          | Wang Xin            | 21          | 21          |             |  |    |                  |                    |                  |                  |                  |  |  |            |              |            |            |            |  |                           | P1                        | Wang Xin                  | 21                        | 1R                        |                       |

### Fase a gruppi

#### Gruppo A
| Atleta      | Pt | G | V | P | SV | SP |
| ----------- | -- | - | - | - | -- | -- |
| Wang Yihan  | 1  | 1 | 1 | 0 | 2  | 0  |
| Michelle Li | 0  | 1 | 0 | 1 | 0  | 2  |

| 30 luglio, 09:05 BST | 30 luglio, 09:05 BST | 30 luglio, 09:05 BST |
| Atleta 1             | Punteggio            | Atleta 2             |
| -------------------- | -------------------- | -------------------- |
| Wang Yihan           | 2 - 0                | Michelle Li          |

#### Gruppo B
| Atleta           | Pt | G | V | P | SV | SP |
| ---------------- | -- | - | - | - | -- | -- |
| Bae Youn-joo     | 2  | 2 | 2 | 0 | 4  | 1  |
| Tee Jing Yi      | 1  | 2 | 1 | 1 | 3  | 2  |
| Agnese Allegrini | 0  | 2 | 0 | 2 | 0  | 4  |

| Atleta 1             | Punteggio            | Atleta 2             |
| 28 luglio, 08:30 BST | 28 luglio, 08:30 BST | 28 luglio, 08:30 BST |
| -------------------- | -------------------- | -------------------- |
| Bae Youn-joo         | 2 - 1                | Tee Jing Yi          |
| 30 luglio, 20:54 BST |                      |                      |
| Tee Jing Yi          | 2 - 0                | Agnese Allegrini     |
| 31 luglio, 14:19 BST |                      |                      |
| Bae Youn-joo         | 2 - 0                | Agnese Allegrini     |

#### Gruppo C
| Atleta           | Pt | G | V | P | SV | SP |
| ---------------- | -- | - | - | - | -- | -- |
| Cheng Shao-chieh | 2  | 2 | 2 | 0 | 4  | 0  |
| Neslihan Yiğit   | 1  | 2 | 1 | 1 | 2  | 2  |
| Simone Prutsch   | 0  | 2 | 0 | 2 | 0  | 4  |

| Atleta 1             | Punteggio            | Atleta 2             |
| 28 luglio, 14:15 BST | 28 luglio, 14:15 BST | 28 luglio, 14:15 BST |
| -------------------- | -------------------- | -------------------- |
| Neslihan Yiğit       | 2 - 0                | Simone Prutsch       |
| 30 luglio, 13:09 BST |                      |                      |
| Cheng Shao-chieh     | 2 - 0                | Neslihan Yiğit       |
| 31 luglio, 12:30 BST |                      |                      |
| Cheng Shao-chieh     | 2 - 0                | Simone Prutsch       |

#### Gruppo D
| Atleta           | Pt | G | V | P | SV | SP |
| ---------------- | -- | - | - | - | -- | -- |
| Gu Juan          | 2  | 2 | 2 | 0 | 4  | 0  |
| Victoria Na      | 1  | 2 | 1 | 1 | 2  | 2  |
| Monika Fašungová | 0  | 2 | 0 | 2 | 0  | 4  |

| Atleta 1             | Punteggio            | Atleta 2             |
| 29 luglio, 08:30 BST | 29 luglio, 08:30 BST | 29 luglio, 08:30 BST |
| -------------------- | -------------------- | -------------------- |
| Gu Juan              | 2 - 0                | Monika Fašungová     |
| 30 luglio, 08:30 BST |                      |                      |
| Victoria Na          | 2 - 0                | Monika Fašungová     |
| 31 luglio, 09:09 BST |                      |                      |
| Gu Juan              | 2 - 0                | Victoria Na          |

#### Gruppo E
| Atleta         | Pt | G | V | P | SV | SP |
| -------------- | -- | - | - | - | -- | -- |
| Saina Nehwal   | 2  | 2 | 2 | 0 | 4  | 0  |
| Lianne Tan     | 1  | 2 | 1 | 1 | 2  | 2  |
| Sabrina Jaquet | 0  | 2 | 0 | 2 | 0  | 4  |

| Atleta 1             | Punteggio            | Atleta 2             |
| 28 luglio, 20:50 BST | 28 luglio, 20:50 BST | 28 luglio, 20:50 BST |
| -------------------- | -------------------- | -------------------- |
| Lianne Tan           | 2 - 0                | Sabrina Jaquet       |
| 29 luglio, 13:42 BST |                      |                      |
| Saina Nehwal         | 2 - 0                | Sabrina Jaquet       |
| 31 luglio, 20:17 BST |                      |                      |
| Saina Nehwal         | 2 - 0                | Lianne Tan           |

#### Gruppo F
| Atleta              | Pt | G | V | P | SV | SP |
| ------------------- | -- | - | - | - | -- | -- |
| Yao Jie             | 2  | 2 | 2 | 0 | 4  | 0  |
| Ragna Ingólfsdóttir | 1  | 2 | 1 | 1 | 2  | 2  |
| Akvilė Stapušaitytė | 0  | 2 | 0 | 2 | 0  | 4  |

| Atleta 1             | Punteggio            | Atleta 2             |
| 29 luglio, 12:30 BST | 29 luglio, 12:30 BST | 29 luglio, 12:30 BST |
| -------------------- | -------------------- | -------------------- |
| Yao Jie              | 2 - 0                | Akvilė Stapušaitytė  |
| 30 luglio, 19:42 BST |                      |                      |
| Ragna Ingólfsdóttir  | 2 - 0                | Akvilė Stapušaitytė  |
| 31 luglio, 20:54 BST |                      |                      |
| Yao Jie              | 2 - 0                | Ragna Ingólfsdóttir  |

#### Gruppo G
| Atleta                | Pt | G | V | P | SV | SP |
| --------------------- | -- | - | - | - | -- | -- |
| Tine Baun             | 2  | 2 | 2 | 0 | 4  | 1  |
| Anastasija Prokopenko | 1  | 2 | 1 | 1 | 3  | 2  |
| Kamila Augustyn       | 0  | 2 | 0 | 2 | 0  | 4  |

| Atleta 1              | Punteggio            | Atleta 2              |
| 28 luglio, 09:05 BST  | 28 luglio, 09:05 BST | 28 luglio, 09:05 BST  |
| --------------------- | -------------------- | --------------------- |
| Anastasija Prokopenko | 2 - 0                | Kamila Augustyn       |
| 30 luglio, 19:40 BST  |                      |                       |
| Tine Baun             | 2 - 0                | Anastasija Prokopenko |
| 31 luglio, 12:30 BST  |                      |                       |
| Tine Baun             | 2 - 1                | Kamila Augustyn       |

#### Gruppo H
| Atleta          | Pt | G | V | P | SV | SP |
| --------------- | -- | - | - | - | -- | -- |
| Sayaka Sato     | 2  | 2 | 2 | 0 | 4  | 1  |
| Susan Egelstaff | 1  | 2 | 1 | 1 | 3  | 2  |
| Maja Tvrdy      | 0  | 2 | 0 | 2 | 0  | 4  |

| Atleta 1             | Punteggio            | Atleta 2             |
| 28 luglio, 12:30 BST | 28 luglio, 12:30 BST | 28 luglio, 12:30 BST |
| -------------------- | -------------------- | -------------------- |
| Susan Egelstaff      | 2 - 0                | Maja Tvrdy           |
| 29 luglio, 13:09 BST |                      |                      |
| Sayaka Sato          | 2 - 0                | Maja Tvrdy           |
| 31 luglio, 13:05 BST |                      |                      |
| Sayaka Sato          | 2 - 1                | Susan Egelstaff      |

#### Gruppo I
| Atleta      | Pt | G | V | P | SV | SP |
| ----------- | -- | - | - | - | -- | -- |
| Pi Hongyan  | 2  | 2 | 2 | 0 | 4  | 1  |
| Chloe Magee | 1  | 2 | 1 | 1 | 3  | 2  |
| Hadia Hosny | 0  | 2 | 0 | 2 | 0  | 4  |

| Atleta 1         | Punteggio        | Atleta 2         |
| 28 luglio, 19:09 | 28 luglio, 19:09 | 28 luglio, 19:09 |
| ---------------- | ---------------- | ---------------- |
| Chloe Magee      | 2 - 0            | Hadia Hosny      |
| 29 luglio, 19:09 |                  |                  |
| Pi Hongyan       | 2 - 0            | Hadia Hosny      |
| 31 luglio, 18:30 |                  |                  |
| Pi Hongyan       | 2 - 1            | Hadia Hosny      |

#### Gruppo J
| Atleta               | Pt | G | V | P | SV | SP |
| -------------------- | -- | - | - | - | -- | -- |
| Yip Pui Yin          | 2  | 2 | 2 | 0 | 4  | 0  |
| Sung Ji-hyun         | 1  | 2 | 1 | 1 | 2  | 2  |
| Sara Blengsli Kværnø | 0  | 2 | 0 | 2 | 0  | 4  |

| Atleta 1             | Punteggio            | Atleta 2             |
| 28 luglio, 19:40 BST | 28 luglio, 19:40 BST | 28 luglio, 19:40 BST |
| -------------------- | -------------------- | -------------------- |
| Sung Ji-hyun         | 2 - 0                | Sara Blengsli Kværnø |
| 29 luglio, 14:19     |                      |                      |
| Yip Pui Yin          | 2 - 0                | Sara Blengsli Kværnø |
| 30 luglio, 13:05     |                      |                      |
| Sung Ji-hyun         | 0 - 2                | Yip Pui Yin          |

#### Gruppo K
| Atleta           | Pt | G | V | P | SV | SP |
| ---------------- | -- | - | - | - | -- | -- |
| Tai Tzu-ying     | 2  | 2 | 2 | 0 | 4  | 0  |
| Anu Nieminen     | 1  | 2 | 1 | 1 | 2  | 2  |
| Victoria Montero | 0  | 2 | 0 | 2 | 0  | 4  |

| Atleta 1             | Punteggio            | Atleta 2             |
| 28 luglio, 13:09 BST | 28 luglio, 13:09 BST | 28 luglio, 13:09 BST |
| -------------------- | -------------------- | -------------------- |
| Victoria Montero     | 0 - 2                | Anu Nieminen         |
| 30 luglio, 12:30     |                      |                      |
| Tai Tzu-ying         | 2 - 0                | Anu Nieminen         |
| 31 luglio, 13:05     |                      |                      |
| Tai Tzu-ying         | 2 - 0                | Victoria Montero     |

#### Gruppo L
| Atleta         | Pt | G | V | P | SV | SP |
| -------------- | -- | - | - | - | -- | -- |
| Li Xuerui      | 2  | 2 | 2 | 0 | 4  | 0  |
| Carolina Marín | 1  | 2 | 1 | 1 | 2  | 2  |
| Claudia Rivero | 0  | 2 | 0 | 2 | 0  | 4  |

| Atleta 1             | Punteggio            | Atleta 2             |
| 28 luglio, 13:05 BST | 28 luglio, 13:05 BST | 28 luglio, 13:05 BST |
| -------------------- | -------------------- | -------------------- |
| Li Xuerui            | 2 - 0                | Claudia Rivero       |
| 29 luglio, 19:05     |                      |                      |
| Li Xuerui            | 2 - 0                | Carolina Marín       |
| 30 luglio, 18:30     |                      |                      |
| Carolina Marín       | 2 - 0                | Claudia Rivero\|     |

#### Gruppo M
| Atleta             | Pt | G | V | P | SV | SP |
| ------------------ | -- | - | - | - | -- | -- |
| Ratchanok Inthanon | 2  | 2 | 2 | 0 | 4  | 0  |
| Telma Santos       | 1  | 2 | 1 | 1 | 2  | 2  |
| Thilini Jayasinghe | 0  | 2 | 0 | 2 | 0  | 4  |

| Atleta 1             | Punteggio            | Atleta 2             |
| 29 luglio, 09:00 BST | 29 luglio, 09:00 BST | 29 luglio, 09:00 BST |
| -------------------- | -------------------- | -------------------- |
| Ratchanok Inthanon   | 2 - 0                | Thilini Jayasinghe   |
| 30 luglio, 13:42     |                      |                      |
| Telma Santos         | 2 - 0                | Thilini Jayasinghe   |
| 31 luglio, 13:42     |                      |                      |
| Ratchanok Inthanon   | 2 - 0                | Telma Santos         |

#### Gruppo N
| Atleta            | Pt | G | V | P | SV | SP |
| ----------------- | -- | - | - | - | -- | -- |
| Juliane Schenk    | 2  | 2 | 2 | 0 | 4  | 0  |
| Kristina Gavnholt | 1  | 2 | 1 | 1 | 2  | 3  |
| Larisa Griga      | 0  | 2 | 0 | 2 | 1  | 4  |

| Atleta 1             | Punteggio            | Atleta 2             |
| 28 luglio, 20:52 BST | 28 luglio, 20:52 BST | 28 luglio, 20:52 BST |
| -------------------- | -------------------- | -------------------- |
| Juliane Schenk       | 2 - 0                | Kristina Gavnholt    |
| 29 luglio, 19:44     |                      |                      |
| Larisa Griga         | 1 - 2                | Kristina Gavnholt    |
| 30 luglio, 20:17     |                      |                      |
| Juliane Schenk       | 2 - 0                | Larisa Griga         |

#### Gruppo O
| Atleta              | Pt | G | V | P | SV | SP |
| ------------------- | -- | - | - | - | -- | -- |
| Adriyanti Firdasari | 2  | 2 | 2 | 0 | 4  | 1  |
| Petya Nedelcheva    | 1  | 2 | 1 | 1 | 2  | 2  |
| Alesia Zaitsava     | 0  | 2 | 0 | 1 | 1  | 4  |

| Atleta 1            | Punteggio        | Atleta 2            |
| 29 luglio, 18:30    | 29 luglio, 18:30 | 29 luglio, 18:30    |
| ------------------- | ---------------- | ------------------- |
| Petya Nedelcheva    | 2 - 0            | Alesia Zaitsava     |
| 30 luglio, 20:30    |                  |                     |
| Adriyanti Firdasari | 2 - 1            | Alesia Zaitsava     |
| 31 luglio, 19:05    |                  |                     |
| Petya Nedelcheva    | 0 - '2           | Adriyanti Firdasari |

#### Gruppo P
| Atleta    | Pt | G | V | P | SV | SP |
| --------- | -- | - | - | - | -- | -- |
| Wang Xin  | 1  | 1 | 1 | 0 | 2  | 0  |
| Rena Wang | 0  | 1 | 0 | 1 | 0  | 2  |

| 30 luglio, 20:30 | 30 luglio, 20:30 | 30 luglio, 20:30 |
| Atleta 1         | Punteggio        | Atleta 2         |
| ---------------- | ---------------- | ---------------- |
| Wang Xin         | 2 - 0            | Rena Wang        |